# 天显
天显（926年二月—938年十一月）是辽太祖耶律阿保机、辽太宗耶律德光的年号，契丹国使用该年号共13年。
天显元年七月阿保机逝世，皇后摄政。至天显二年十一月辽太宗即位沿用。
《舊五代史》記載耶律德光在後唐天成三年（928年，《新五代史》作耶律德光即位第三年）改元天顯元年，天顯十一年改元會同元年，比《遼史》記載的使用年數少2年。根據《耶律羽之墓誌銘》的銘文「天顯二年丁亥歲」「天顯四〔年〕己丑歲」，以此回推元年在926年，與《遼史》記載的改元年份相符。

## 改元
- 天贊五年——二月五日，改元天顯。[5]
- 天顯十三年——十一月二十三日，改元會同。[6]

## 大事紀
- 天顯元年——七月二十七日，遼太祖去世，皇后述律平攝政。[5]
- 天顯二年——十一月十五日，遼太宗耶律德光即位。有大臣建言請求改元，遼太宗不同意他的意見。[7]

## 紀年對照表
| 天显 | 元年   | 二年   | 三年   | 四年  | 五年  | 六年  | 七年  | 八年  | 九年  | 十年  |
| ---- | ------ | ------ | ------ | ----- | ----- | ----- | ----- | ----- | ----- | ----- |
| 公元 | 926年  | 927年  | 928年  | 929年 | 930年 | 931年 | 932年 | 933年 | 934年 | 935年 |
| 干支 | 丙戌   | 丁亥   | 戊子   | 己丑  | 庚寅  | 辛卯  | 壬辰  | 癸巳  | 甲午  | 乙未  |
| 天显 | 十一年 | 十二年 | 十三年 |       |       |       |       |       |       |       |
| 公元 | 936年  | 937年  | 938年  |       |       |       |       |       |       |       |
| 干支 | 丙申   | 丁酉   | 戊戌   |       |       |       |       |       |       |       |

## 同期存在的其他政权年号
- 中國
  - 甘露（926年－936年）：東丹—耶律倍之年號
  - 同光（923年－926年）：後唐—李存勗之年號
  - 天成（926年－930年）：後唐—李嗣源之年號
  - 長興（930年－933年）：後唐—李嗣源之年號
  - 應順（934年）：後唐—李從厚之年號
  - 清泰（934年－936）：後唐—李從珂之年號
  - 天福（936年－944年）：後晉—石敬瑭之年號
  - 順義（921年－927年）：吳—楊溥之年號
  - 乾貞（927年－929年）：吳—楊溥之年號
  - 大和（929年－935年）：吳—楊溥之年號
  - 天祚（935年－937年）：吳—楊溥之年號
  - 昇元（937年－943年）：南唐—李昪之年號
  - 宝正（926年－931年）：吳越—錢鏐之年號
  - 白龍（925年－928年）：南漢—劉龑之年號
  - 大有（928年－942年）：南漢—劉龑之年號
  - 龍啟（933年－934年）：閩—王延鈞之年號
  - 永和（935年－936年）：閩—王延鈞之年號
  - 通文（936年－939年）：閩—王繼鵬之年號
  - 明德（934年－937年）：後蜀—孟知祥之年號
  - 廣政（938年－965年）：後蜀—孟昶之年號
  - 初曆（925年－926年）：大長和—鄭仁旻之年號
  - 天應（927年）：大長和—鄭隆亶之年號
  - 尊聖（928年－929年）：大天興—趙善政之年號
  - 興聖（929年－930年）：大義寧—楊干真之年號
  - 大明（931年－937年）：大義寧—楊干真之年號
  - 文德（938年－944年）：大理—段思平之年號
  - 同慶（912年－966年）：闐—尉遲烏僧波之年號
- 朝鮮半島
  - 天授（918年－933年）：高麗—王建之年號
- 日本
  - 延長（923年－931年）：醍醐天皇、朱雀天皇之年号
  - 承平（931年－938年）：朱雀天皇之年号
  - 天慶（938年－947年）：朱雀天皇之年号

## 参見
- 中國年號索引
- 天显通宝

## 深入閱讀
- 李崇智. . 北京: 中華書局. 2004年12月. ISBN 7101025129.
- 鄧洪波. . 臺北: 國立臺灣大學東亞經典與文化研究計劃. 2005年3月  [2021-11-26]. ISBN 9789860005189. （原始内容 (pdf)存档于2007-08-25）.

| 前一年號： 天赞 | 辽朝年号 926年－938年 | 下一年號： 会同 |